# Open Isla de Lanzarote 2006
L'Open Isla de Lanzarote 2006 è stato un torneo di tennis facente parte della categoria ATP Challenger Series nell'ambito dell'ATP Challenger Series 2006. Il torneo si è giocato a Lanzarote in Spagna dal 24 al 30 aprile 2006 su campi in cemento.

## Vincitori

### Singolare
Filip Prpic ha battuto in finale  Jo-Wilfried Tsonga con il punteggio di 3–6, 6–3, 6–4

### Doppio
Grégory Carraz /  Jean-Michel Péquery hanno battuto in finale  Benedikt Dorsch /  Steven Korteling con il punteggio di 6–3, 7–5